# Tresteg

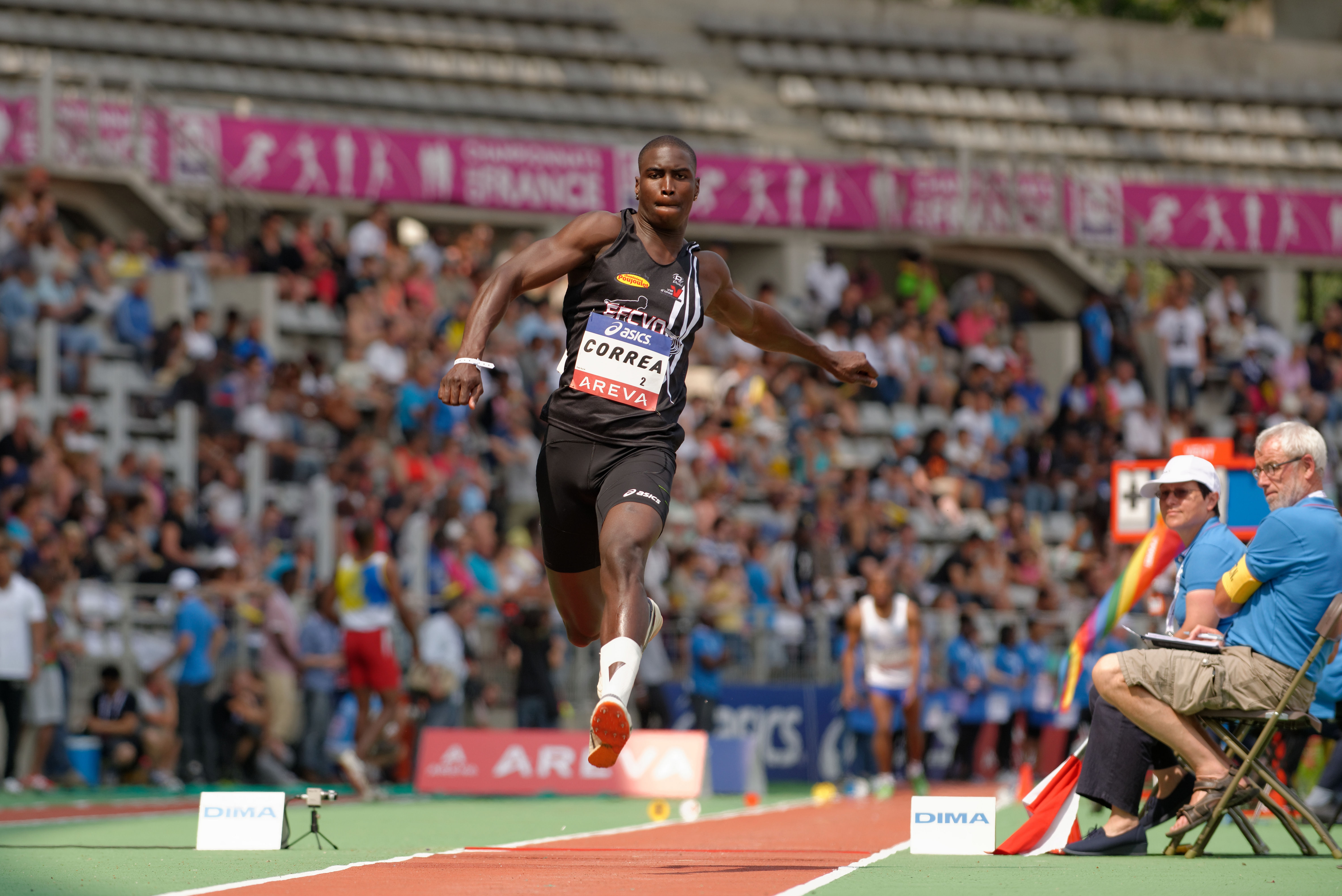
Harold Correa

Tresteg är en gren inom friidrotten där de tävlande med tre på varandra följande hopp skall nå så långt som möjligt och landa i en sandgrop. Hopparen springer mot hoppgropen på en ansatsbana och gör avstamp från en bräda. Ingen del av foten får vid avstampet vidröra marken bortom brädan, om så sker underkänns hoppet och inget resultat noteras - s.k. övertramp. Första markberöringen efter avstamp måste göras med avstampsfoten varefter den andra foten används för det sista hoppet som slutar med att hopparen landar i sanden. Normalt sker tävlingen så att deltagare har sex försök att nå resultat.
Grenen är olympisk och ingår i alla större friidrottsmästerskap. 

En bild illustrerande ett trestegs-hopp.

## Rekord utomhus

### Damer

#### Världsrekord
| Resultat | Atlet         | Land      | Stad, datum          |
| -------- | ------------- | --------- | -------------------- |
| 15,67    | Yulimar Rojas | Venezuela | Tokyo 1 augusti 2021 |

#### Världsdelsrekord
| Världsdel   | Resultat | Atlet                  | Land       | Stad, datum                              |
| ----------- | -------- | ---------------------- | ---------- | ---------------------------------------- |
| Afrika      | 15,39    | Françoise Mbango Etone | Kamerun    | Peking 17 augusti 2008                   |
| Asien       | 15,11    | Olga Rypakova          | Kazakstan  | Peking 17 augusti 2008                   |
| Europa      | 15,50    | Inessa Kravets         | Ukraina    | Göteborg 10 augusti 1995                 |
| Nordamerika | 15,29    | Yamilé Aldama          | Kuba       | Rom 11 juli 2003                         |
| Oceanien    | 14,04    | Nicole Mladenis        | Australien | Hobart 9 mars 2003/Perth 7 december 2003 |
| Sydamerika  | 15,67    | Yulimar Rojas          | Venezuela  | Tokyo 1 augusti 2021                     |

#### Mästerskapsrekord
| Tävling          | Resultat | Atlet                    | Land      | Stad, datum               |
| ---------------- | -------- | ------------------------ | --------- | ------------------------- |
| Olympiskt rekord | 15,67    | Yulimar Rojas, Venezuela | Venezuela | Tokyo, 1 augusti 2021     |
| VM-rekord        | 15,50    | Inessa Kravets, Ukraina  | Ukraina   | Göteborg, 10 augusti 1995 |
| EM-rekord        | 15,15    | Tatjana Lebedeva         | Ryssland  | Göteborg, 9 augusti 2006  |

### Herrar

#### Världsrekord
| Resultat | Atlet            | Land           | Stad, datum             |
| -------- | ---------------- | -------------- | ----------------------- |
| 18,29    | Jonathan Edwards | Storbritannien | Göteborg 7 augusti 1995 |

#### Världsdelsrekord
| Världsdel   | Resultat | Atlet            | Land             | Stad, datum             |
| ----------- | -------- | ---------------- | ---------------- | ----------------------- |
| Afrika      | 17,37    | Tarik Bouguetaïb | Marocko          | Khémisset 14 juli 2007  |
| Asien       | 17,59    | Yanxi Li         | Kina             | Jinan 26 oktober 2009   |
| Europa      | 18,29    | Jonathan Edwards | Storbritannien   | Göteborg 7 augusti 1995 |
| Nordamerika | 18,21    | Christian Taylor | Förenta Staterna | Peking 27 augusti 2015  |
| Oceanien    | 17,46    | Ken Lorraway     | Australien       | London 7 augusti 1982   |
| Sydamerika  | 17,90    | Jadel Gregório   | Brasilien        | Belém 20 maj 2007       |

#### Mästerskapsrekord
| Tävling          | Resultat | Atlet            | Land             | Stad, datum             |
| ---------------- | -------- | ---------------- | ---------------- | ----------------------- |
| Olympiskt rekord | 18,09    | Kenny Harrison   | Förenta Staterna | Atlanta 27 juli 1996    |
| VM-rekord        | 18,29    | Jonathan Edwards | Storbritannien   | Göteborg 7 augusti 1995 |
| EM-rekord        | 18,18    | Jordan Díaz      | Spanien          | Rom 11 juni 2024        |

### Svenska rekord

#### Damer
| Längd   | Idrottare                           | Tidpunkt         | Plats                  |
| ------- | ----------------------------------- | ---------------- | ---------------------- |
| 14,29 m | Carolina Klüft (IFK Växjö)          | 8 juni 2008      | Växjö, Sverige         |
| 14,24 m | Carolina Klüft                      | 8 juni 2008      | Växjö, Sverige         |
| 14,15 m | Camilla Johansson (IFK Växjö)       | 20 juli 2003     | Halmstad, Sverige      |
| 14,14 m | Camilla Johansson                   | 19 augusti 2000  | Uppsala, Sverige       |
| 13,95 m | Erica Johansson (Mölndals AIK)      | 5 september 1999 | Göteborg, Sverige      |
| 13,44 m | Chukwuwete Olomina (Göteborgs KvIK) | 5 juni 1995      | Sävedalen, Sverige     |
| 13,31 m | Karin Grelsson (Råby-Rekarne FIF)   | 30 maj 1992      | San Angelo, Texas, USA |

#### Herrar
| Längd   | Idrottare                      | Tidpunkt          | Plats                   |
| ------- | ------------------------------ | ----------------- | ----------------------- |
| 17,79 m | Christian Olsson (Örgryte IS)  | 22 augusti 2004   | Aten, Grekland          |
| 17,77 m | Christian Olsson               | 9 juni, 2003      | Chania, Grekland        |
| 17,64 m | Christian Olsson               | 25 juli 2002      | Karlstad, Sverige       |
| 17,49 m | Christian Olsson               | 1 juli 2001       | Rethymno, Grekland      |
| 17,21 m | Tord Henriksson (Malmö AI)     | 4 juli 1993       | Bad Cannstatt, Tyskland |
| 17,15 m | Tord Henriksson                | 4 oktober 1991    | Stockholm, Sverige      |
| 17,14 m | Tord Henriksson                | 16 juni 1991      | Tokyo, Japan            |
| 17,10 m | Tord Henriksson                | 2 juli 1990       | Stockholm, Sverige      |
| 17,05 m | Arne Holm (Utby IK)            | 28 juni 1987      | Göteborg, Sverige       |
| 16,96 m | Arne Holm                      | 10 augusti 1986   | Helsingfors, Finland    |
| 16,83 m | Arne Holm                      | 21 juni 1986      | Luzern, Schweiz         |
| 16,76 m | Arne Holm                      | 31 maj 1986       | Göteborg, Sverige       |
| 16,43 m | Thomas Eriksson (Turebergs FK) | 4 maj 1986        | Houston, USA            |
| 16,41 m | Arne Holm                      | 16 juni 1985      | Oslo, Norge             |
| 16,37 m | Arne Holm                      | 26 augusti 1984   | Växjö, Sverige          |
| 16,36 m | Johan Brink                    | 23 september 1981 | Peking, Kina            |
| 16,27 m | Johan Brink                    | 28 augusti 1981   | Stockholm, Sverige      |
| 16,21 m | Anders Mossberg                | 31 oktober 1980   | Helsingfors, Finland    |
| 16,06 m | Per-Owe Smiding                | 11 augusti 1974   | Helsingfors, Finland    |
| 15,94 m | Birger Nyberg                  | 15 juni 1971      | Stockholm, Sverige      |
| 15,93 m | Birger Nyberg                  | 22 juli 1969      | Stockholm, Sverige      |
| 15,79 m | Birger Nyberg                  | 26 juni 1969      | Oslo, Norge             |
| 15,76 m | Sten Erickson                  | 6 september 1960  | Rom, Italien            |
| 15,68 m | Sten Erickson                  | 16 augusti 1959   | Stockholm, Sverige      |
| 15,43 m | Lars Karlbom                   | 26 juli 1958      | Gävle, Sverige          |
| 15,40 m | Arne Åhman                     | 3 augusti 1948    | London, Storbritannien  |
| 15,32 m | Erik "Spänst" Svensson         | 4 augusti 1932    | Los Angeles, USA        |
| 15,13 m | Erik "Spänst" Svensson         | 29 augusti 1931   | Stockholm, Sverige      |
| 15,09 m | Folke Jansson                  | 28 augusti 1920   | Paris, Frankrike        |
| 14,92 m | Folke Jansson                  | 29 juni 1918      | Oslo, Norge             |
| 14,77 m | Ivar Sahlin                    | 8 augusti 1915    | Oslo, Norge             |
| 14,76 m | Gustaf "Topsy" Lindblom        | 15 juli 1912      | Stockholm, Sverige      |
| 14,12 m | Gustaf Nordén                  | 11 september 1909 | Göteborg, Sverige       |
| 13,72 m | Gustaf Nordén                  | 20 september 1908 | Norrköping, Sverige     |
| 13,63 m | Karl Fryksdahl                 | 25 augusti 1907   | Karlstad, Sverige       |
| 13,45 m | Karl Fryksdahl                 | 8 juni 1907       | Malmö, Sverige          |
| 13,23 m | Nathanael Nielson              | 15 juli 1906      | Nässjö, Sverige         |
| 12,65 m | Carl Holmberg                  | 13 juli 1902      | Helsingborg, Sverige    |
| 12,10 m | Frans Frise                    | 26 augusti 1900   | Göteborg, Sverige       |

## Nationella årsbästa

### Sverige, damer
| År   | Längd   | Idrottare         | Tidpunkt    | Plats                  |
| ---- | ------- | ----------------- | ----------- | ---------------------- |
| 2021 | 14,05 m | Maja Åskag        | 16 juli     | Tallinn, Estland       |
| 2014 | 13,43 m | Angelica Ström    | 21 juni     | Braunschweig, Tyskland |
| 2013 | 13,29 m | Lynn Johnson      | 7 september | Stockholm, Sverige     |
| 2012 | 13,46 m | Lynn Johnson      | 20 juli     | Göteborg, Sverige      |
| 2011 | 13,65 m | Khaddi Sagnia     | 26 augusti  | Vellinge, Sverige      |
| 2010 | 13,56 m | Khaddi Sagnia     | 23 augusti  | Singapore, Singapore   |
| 2009 | 13,31 m | Angelica Ström    | 1 augusti   | Malmö, Sverige         |
| 2008 | 14,29 m | Carolina Klüft    | 8 juni      | Växjö, Sverige         |
| 2007 | 14,02 m | Carolina Klüft    | 8 september | Göteborg, Sverige      |
| 2006 | 14,00 m | Camilla Johansson | 3 juli      | Norrtälje, Sverige     |
| 2005 | 13,74 m | Camilla Johansson | 14 juni     | Göteborg, Sverige      |
| 2004 | 13,87 m | Carolina Klüft    | 4 september | Göteborg, Sverige      |
| 2003 | 14,15 m | Camilla Johansson | 20 juli     | Halmstad, Sverige      |
| 2002 | 13,70 m | Camilla Johansson | 4 juli      | Växjö, Sverige         |
| 2001 | 14,05 m | Camilla Johansson | 19 juli     | Visby, Sverige         |
| 2000 | 14,14 m | Camilla Johansson | 19 augusti  | Uppsala, Sverige       |
| 1999 | 13,95 m | Erica Johansson   | 5 september | Göteborg, Sverige      |
| 1998 | 13,38 m | Johanna Sellman   | 25 juli     | Stockholm, Sverige     |

### Sverige, herrar
| År   | Längd   | Idrottare        | Tidpunkt    | Plats                  |
| ---- | ------- | ---------------- | ----------- | ---------------------- |
| 2023 |         |                  |             |                        |
| 2022 |         |                  |             |                        |
| 2021 | 16,43 m | Gabriel Wallmark | 22 augusti  | Nairobi, Kenya         |
| 2020 |         |                  |             |                        |
| 2019 |         |                  |             |                        |
| 2018 |         |                  |             |                        |
| 2017 |         |                  |             |                        |
| 2016 |         |                  |             |                        |
| 2015 |         |                  |             |                        |
| 2014 | 16,28 m | Erik Ehrlin      | 20 juli     | Gävle, Sverige         |
| 2013 | 16,27 m | Mathias Ström    | 8 september | Stockholm, Sverige     |
| 2012 | 15,95 m | Simon Karlén     | 13 juli     | Barcelona, Spanien     |
| 2011 | 17,29 m | Christian Olsson | 26 maj      | Rom, Italien           |
| 2010 | 17,41 m | Christian Olsson | 13 augusti  | London, Storbritannien |
| 2009 | 17,24 m | Christian Olsson | 24 juli     | Mölndal, Sverige       |
| 2008 | 17,00 m | Christian Olsson | 22 juli     | Stockholm, Sverige     |
| 2007 | 17,56 m | Christian Olsson | 6 juli      | Saint-Denis, Frankrike |
| 2006 | 17,67 m | Christian Olsson | 12 augusti  | Göteborg, Sverige      |
| 2005 | 16,43 m | Anton Andersson  | 19 juni     | Gävle, Sverige         |
| 2004 | 17,79 m | Christian Olsson | 22 augusti  | Aten, Grekland         |
| 2003 | 17,77 m | Christian Olsson | 9 juni      | Chania, Grekland       |
| 2002 | 17,64 m | Christian Olsson | 25 juli     | Karlstad, Sverige      |
| 2001 | 17,49 m | Christian Olsson | 1 juli      | Rethymno, Grekland     |
| 2000 | 16,97 m | Christian Olsson | 20 augusti  | Uppsala, Sverige       |
| 1999 | 16,30 m | Christian Olsson | 29 augusti  | Leppävaara, Finland    |
| 1998 | 16,23 m | Lars Hedman      |             |                        |